# دهستان رامجار
دهستان رامجار (به لاتین: Ramjar Gewog) یک دهستان در کشور بوتان است که در ناحیهٔ تراشیانگتس واقع شده‌است.